# Гофбройкеллер
48°08′02″ пн. ш. 11°35′42″ сх. д. / 48.134° пн. ш. 11.5951° сх. д.
Гофбройкеллер (нім. Der Hofbräukeller) — великий пивний ресторан з пивним садком, розташований на Віденській площі / Іннере-Вінерштрассе, 19 (нім. Wiener Platz / Innere Wiener Straße, 19) на південний-схід від центру Мюнхена. Займає перший поверх і підвал історичної будівлі у стилі неоренесанс.
10 серпня 1896 року тут відкрилася броварня. Пиво безпосередньо в Гофбройкеллері варилося аж до пожежі 1987 року.
З 1988 року будівлю відновлено і знову відкрито ресторан, а броварню перенесено на околицю міста. На відміну від популярного у туристів «Гофбройгаус», відвідувачами Гофбройкеллер в основному є місцеві жителі.

## Історія
Придворна броварня в Мюнхені була заснована 27 вересня 1589 року баварським герцогом Вільгельмом V Благочестивим, і спочатку варила тільки важке темне пиво з темного мюнхенського солоду. Син і спадкоємець Вільгельма, Максиміліан I не любив цей сорт, віддаючи перевагу більш м'якому пшеничному пиву (нім. Weissbier). У 1602 році герцог заборонив усім приватним пивним заводам готувати вайсбір, забезпечивши монополію своєї придворної броварні, що дозволило за один тільки 1605 рік зварити 1444 гектолитра пшеничного пива.
1607 року Максиміліан I вирішив перенести виробництво пшеничного пива і побудувати у Мюнхені нову броварня — Гофбройгаус, «придворний пивний дім», в якому в 1828 році за декретом короля Людвіга I була відкрита загальнодоступна пивниця. У 1879 році директор броварні зареєстрував товарний знак «HB» (Hofbräu), закріпивши його виключно за фірмою «Königl. Hofbräuhaus в Мюнхені».

### Збори Німецької робітничої партії
16 жовтня 1919 року в малому залі Гофбройкеллер, який вміщував до 130 відвідувачів, відбулися збори Німецької робітничої партії («Deutsche Arbeiterpartei»; DAP), що стала пізніше НСДАП. Оголошення про збори було опубліковано в газеті «Мюнхенський оглядач». На зборах були присутні 111 осіб. Адольф Гітлер, в той час ще військовослужбовець 1-го резервного батальйону 2-го Баварського піхотного полку, виголосив перед присутніми свою першу півгодинну партійно-політичну промову, після якої у фонд партії було зібрано 300 німецьких марок, про що сам Гітлер згадував у книзі «Моя боротьба». В наступні роки ця пивниця також ставала сценою політичних подій.

### Пожежа
1987 року в будівлі Гофбройкеллер сталася сильна пожежа. Проте, ще 1980 року влада Вільної держави Баварія вирішила перенести броварню на околицю міста в округ Трудерінг-Рим (нім. Trudering-Riem), де розташувалася броварня «Гофброй Мюнхен» (нім. Hofbräu München). З 23 листопада 1988 року виробництво пива «Münchner Weiße» здійснюється на новому місці.
Будинок, в якому розташовувався Гофбройкеллер, було відновлено. Новими власниками ресторану в 1988 році стала сім'я Штейнберг.

## Пивні зали
Ресторан вміщує 1 800 осіб (включаючи і пивний сад, який межує з парком Максиміліана). В ресторані є кілька залів і кабінетів: парадний зал (нім. Festsaal), малий зал (нім. Kleiner Saal), кімната Максиміліана (нім. Maximilianstüberl), театральний підвал (нім. Theaterkeller).

## Пиво
- Hofbräu Original — світле мюнхенське пиво низового бродіння, 5,1° (виробництва броварні «Гофброй Мюнхен»);
- Münchner Weiße — пшеничне пиво верхового бродіння, 5,1° (виробництва броварні «Гофброй Мюнхен»);
- також Premium Pils — бочкове пиво міцністю 4,9° (власного виробництва).

## Галерея

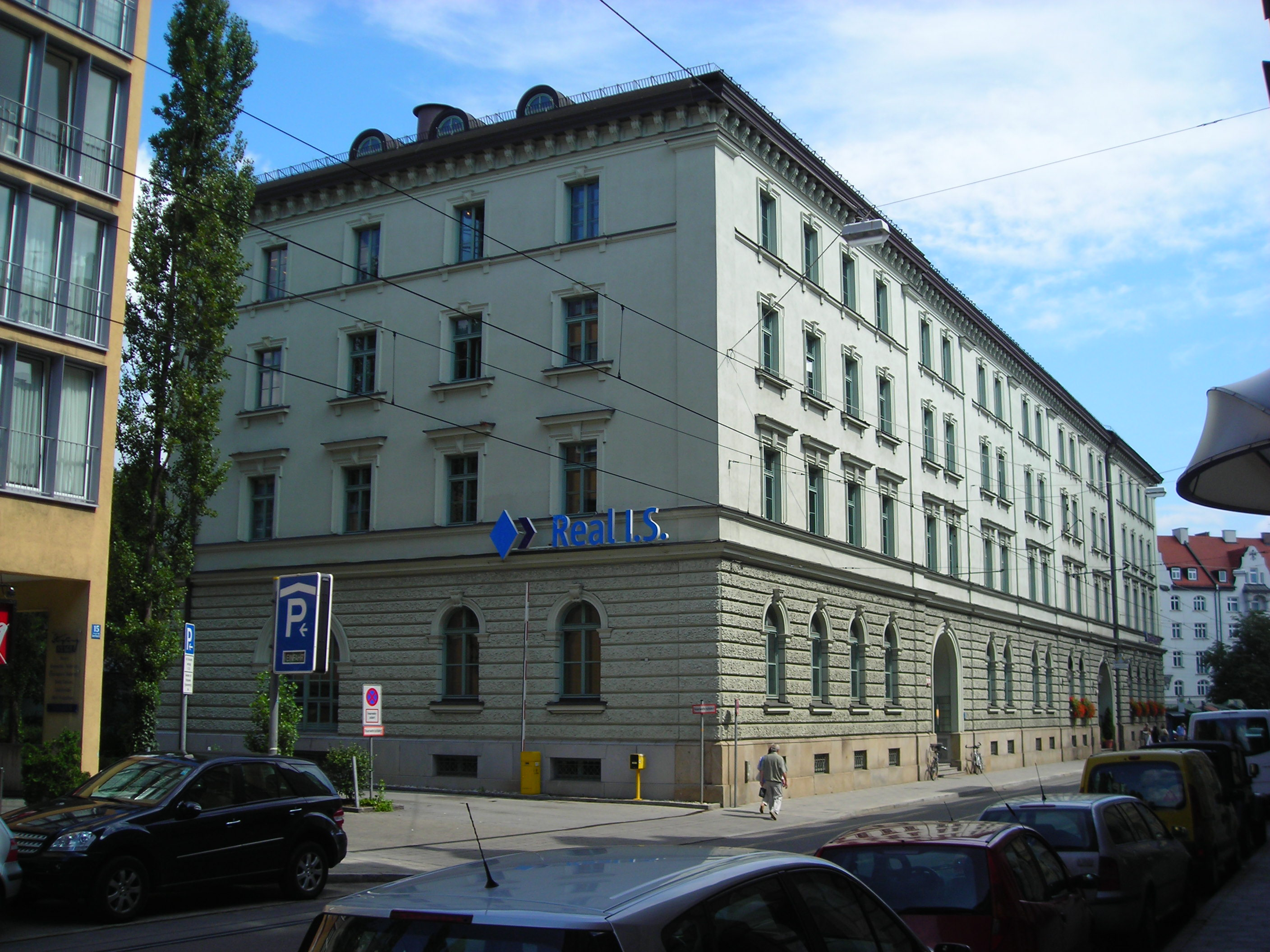
Південно-західний фасад будівлі
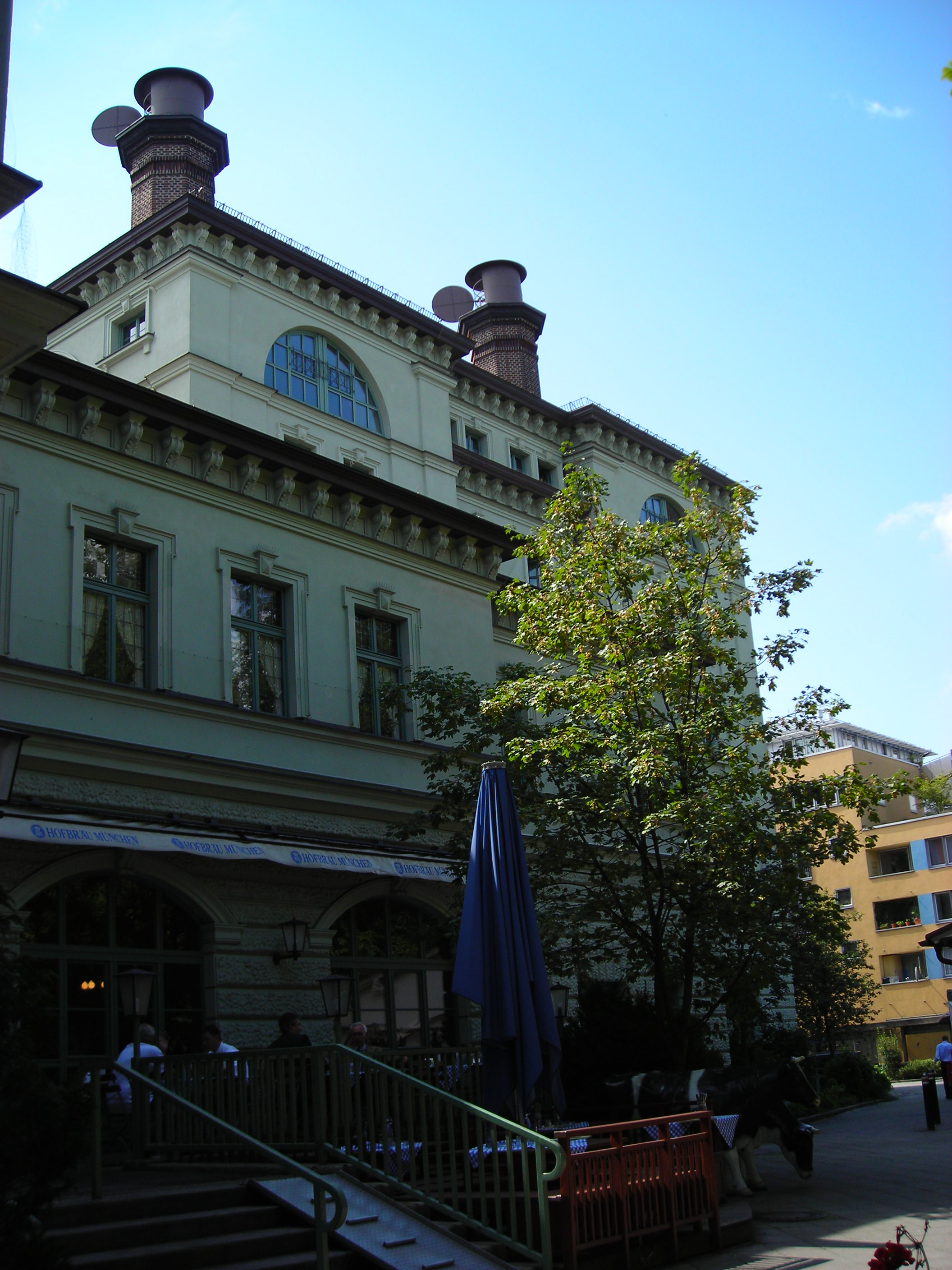
Північний фасад
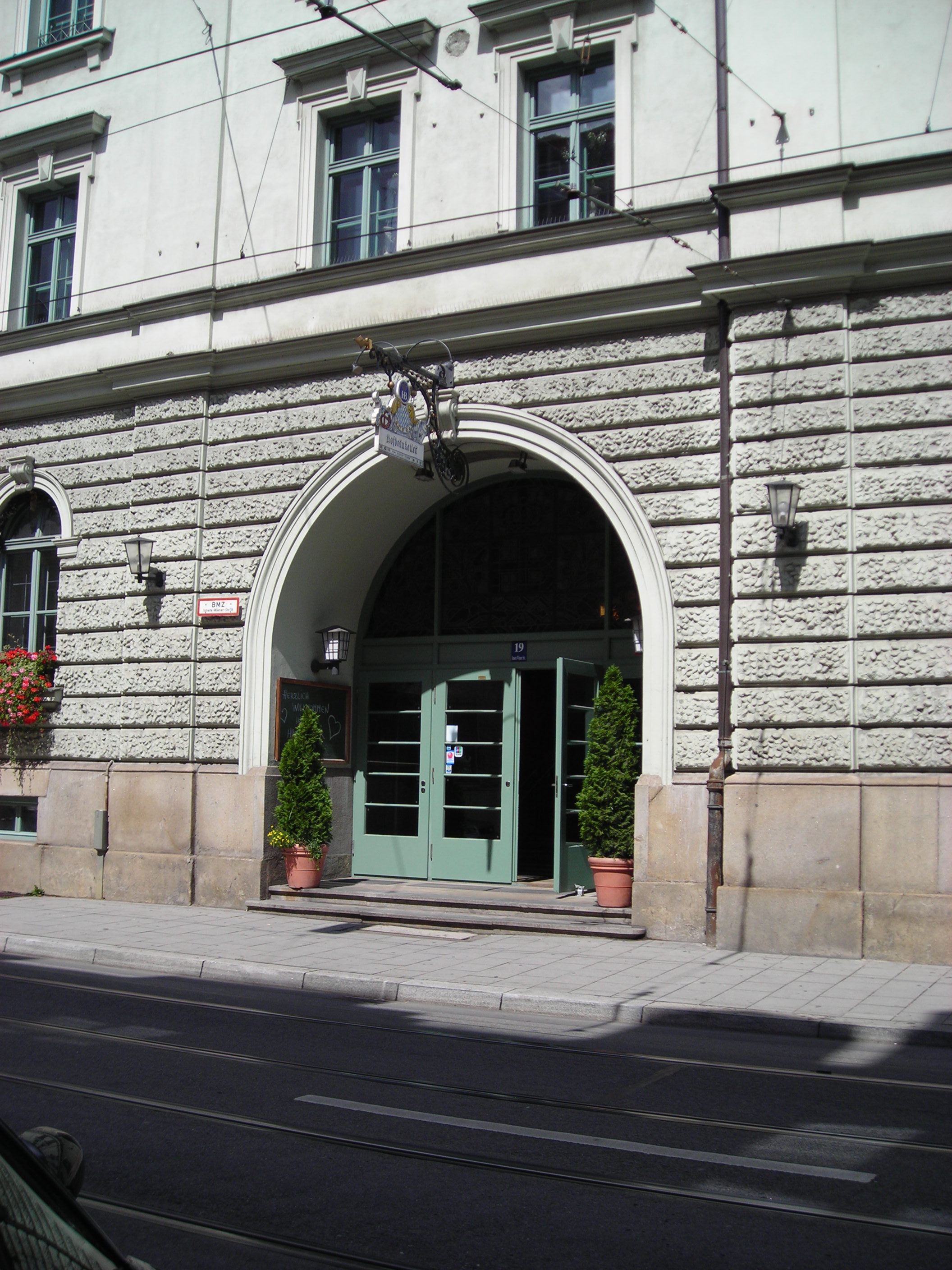
Головний вхід
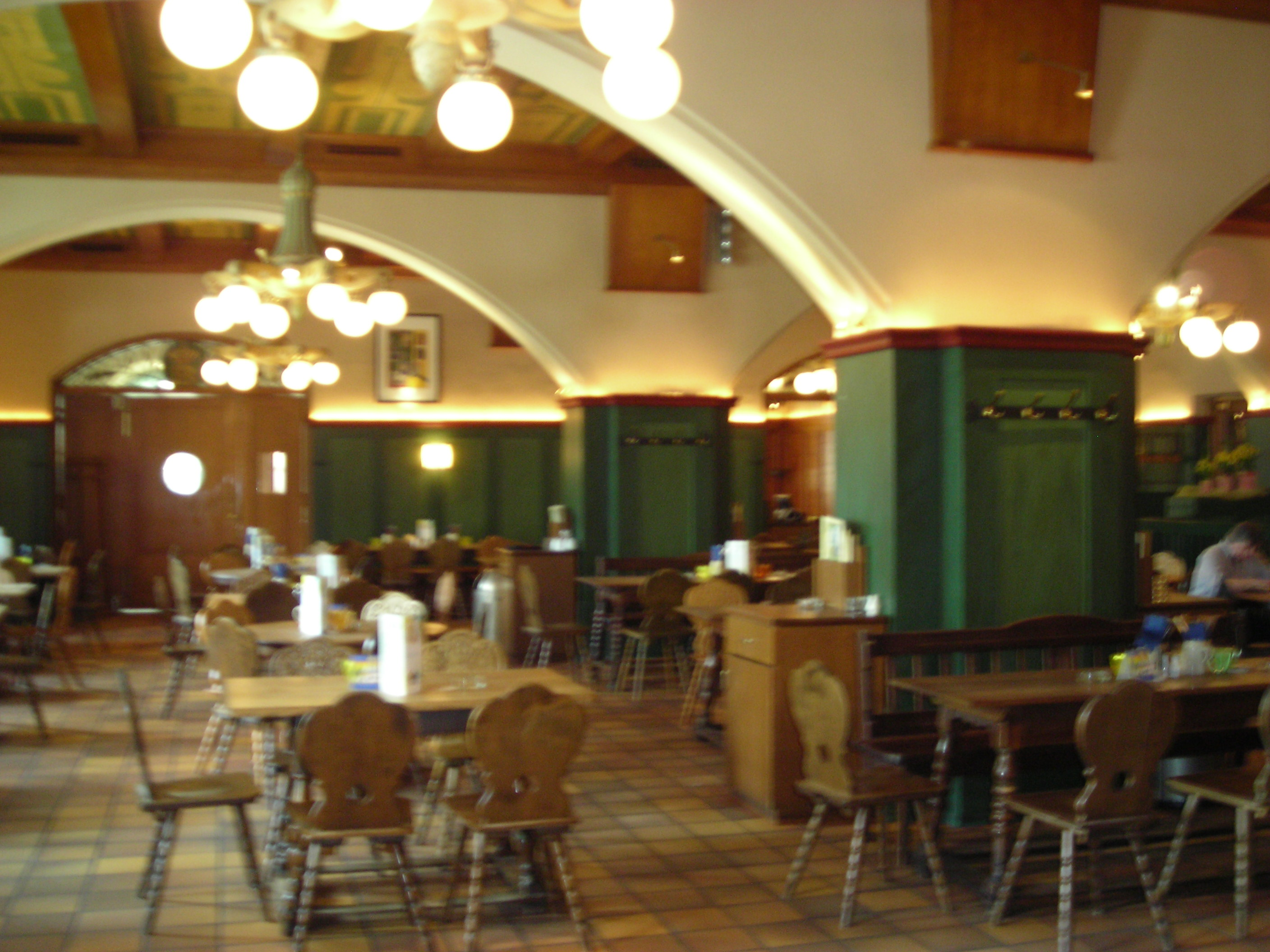
Всередині Гофбройкеллер
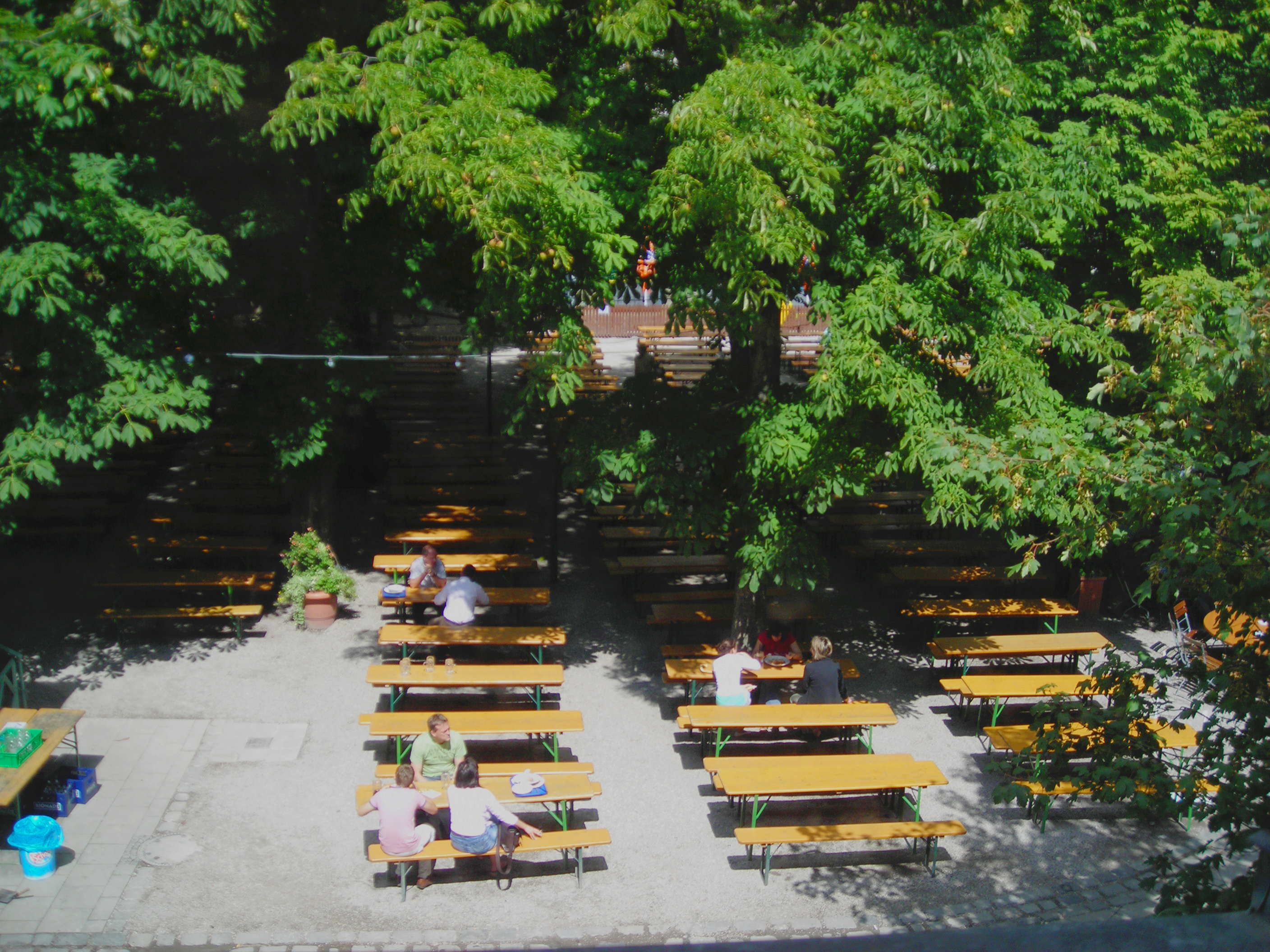
Пивний садок